# 源頼季
源 頼季（みなもと の よりすえ）は、平安時代中期の武将。信濃源氏・井上氏の祖。母は不詳で源頼義、頼清の異母弟。

## 略歴
河内源氏の初代源頼信の三男として河内国石川郡壷井にて誕生。
当初近江国に本拠を置いていた。しかし、長元元年（1028年）、下総国で平忠常の乱が勃発。父・頼信は、乱を平定して東国に勢力を張った。その功績を以って兄・頼清と共に頼季も信濃国に所領を得て、嫡男・満実と共に長久年間に高井郡井上に移住し、地名をもって名字とし井上頼季と名乗り井上氏の祖となった。
『中外抄』では頼信が藤原頼通に息子を推挙する際、長兄頼義を武官に、次兄頼清を蔵人（文官）に推挙した一方で、頼季については「不用者」と断言されている。
清和源氏の中でもいち早く信濃に入ったため、信濃源氏の祖とされる。頼季は井上に土着し井上郷の開発を進め、村山・米持・高梨・須田氏らの同族を周囲に配し、これらは井上氏族と呼ばれている。前九年の役（1056年〜1062年）で長兄・頼義が出陣すると、頼季・満実父子も従軍したとされている。
なお子孫は信濃に勢力を持ち続ける一方で、庶流は安芸国や播磨国と肥後国に所領を得て移住した。そのことが井上という苗字が関西や西日本に多い理由とされている。また、戦国時代に毛利元就の家臣として活躍したが、横暴な性格なあまりに一族諸共誅殺された井上元兼や幕末期の長州藩士で明治維新以降に初代外務大臣となった井上馨は四男頼資の系統で後に安芸井上氏として後世まで血統が続いている。